# Mistrzostwa Świata w Narciarstwie Dowolnym i Snowboardingu 2019 – skicross kobiet
Rywalizacja kobiet w konkurencji skicross podczas mistrzostw świata w Utah została rozegrana na trasie o nazwie Main Street. Kwalifikacje rozegrano 1 lutego o 15:35, z kolei biegi finałowe 2 lutego 2019 roku o 13:00. Złoty medal zdobyła Kanadyjka Marielle Thompson, która wyprzedziła Fanny Smith ze Szwajcarii oraz Francuzkę Alizée Baron.

## Kwalifikacje
| Miejsca | Bib | Zawodniczka              | Kraj              | Czas    | Uwagi |
| ------- | --- | ------------------------ | ----------------- | ------- | ----- |
| 1       | 12  | Marielle Thompson        | Kanada            | 1:01,58 | Q     |
| 2       | 6   | Fanny Smith              | Szwajcaria        | 1:01,72 | Q     |
| 3       | 3   | Andrea Limbacher         | Austria           | 1:01,81 | Q     |
| 4       | 16  | Brittany Phelan          | Kanada            | 1:01,84 | Q     |
| 5       | 14  | Sanna Lüdi               | Szwajcaria        | 1:02,01 | Q     |
| 6       | 7   | Alizée Baron             | Francja           | 1:02,05 | Q     |
| 7       | 1   | Sandra Näslund           | Szwecja           | 1:02,61 | Q     |
| 8       | 10  | Mikayla Martin           | Kanada            | 1:02,70 | Q     |
| 9       | 8   | Lisa Andersson           | Szwecja           | 1:02,76 | Q     |
| 10      | 15  | Kelsey Serwa             | Kanada            | 1:02,77 | Q     |
| 11      | 11  | Daniela Maier            | Niemcy            | 1:02,89 | Q     |
| 12      | 2   | Marielle Berger Sabbatel | Francja           | 1:02,97 | Q     |
| 13      | 5   | Heidi Zacher             | Niemcy            | 1:03,01 | Q     |
| 14      | 4   | Sami Kennedy-Sim         | Australia         | 1:03,08 | Q     |
| 15      | 13  | Sixtine Cousin           | Szwajcaria        | 1:03,48 | Q     |
| 16      | 20  | Priscillia Annen         | Szwajcaria        | 1:03,58 | Q     |
| 17      | 9   | Katrin Ofner             | Austria           | 1:03,66 | Q     |
| 18      | 17  | Anastasija Czircowa      | Rosja             | 1:03,77 | Q     |
| 19      | 19  | Nikol Kučerová           | Czechy            | 1:04,14 | Q     |
| 20      | 21  | Wiktorija Zawadowska     | Rosja             | 1:04,17 | Q     |
| 21      | 18  | Lucrezia Fantelli        | Włochy            | 1:04,19 | Q     |
| 22      | 23  | Whitney Gardner          | Stany Zjednoczone | 1:04,63 | Q     |
| 23      | 24  | Emily Sarsfield          | Wielka Brytania   | 1:04,94 | Q     |
| 24      | 22  | Tania Prymak             | Stany Zjednoczone | 1:06,07 | Q     |
| 25      | 26  | Leta McNatt              | Stany Zjednoczone | 1:07,43 | Q     |
| 26      | 25  | Emma Peters              | Wielka Brytania   | 1:07,52 | Q     |
| 27      | 27  | Karolina Riemen          | Polska            | 1:07,93 | Q     |

## Finały

### 1/8 finału
| Miejsca | Bib | Zawodniczka       | Kraj       | Uwagi |
| ------- | --- | ----------------- | ---------- | ----- |
| 1       | 1   | Marielle Thompson | Kanada     | Q     |
| 2       | 17  | Katrin Ofner      | Austria    | Q     |
| 3       | 16  | Priscillia Annen  | Szwajcaria |       |

| Miejsca | Bib | Zawodniczka              | Kraj       | Uwagi |
| ------- | --- | ------------------------ | ---------- | ----- |
| 1       | 5   | Sanna Lüdi               | Szwajcaria | Q     |
| 2       | 12  | Marielle Berger Sabbatel | Francja    | Q     |
| 3       | 21  | Lucrezia Fantelli        | Włochy     |       |

| Miejsca | Bib | Zawodniczka      | Kraj      | Uwagi |
| ------- | --- | ---------------- | --------- | ----- |
| 1       | 3   | Andrea Limbacher | Austria   | Q     |
| 2       | 19  | Nikol Kučerová   | Czechy    | Q     |
| 3       | 14  | Sami Kennedy-Sim | Australia |       |

| Miejsca | Bib | Zawodniczka     | Kraj            | Uwagi |
| ------- | --- | --------------- | --------------- | ----- |
| 1       | 7   | Sandra Näslund  | Szwecja         | Q     |
| 2       | 10  | Kelsey Serwa    | Kanada          | Q     |
| 3       | 23  | Emily Sarsfield | Wielka Brytania |       |
| 4       | 26  | Emma Peters     | Wielka Brytania |       |

| Miejsca | Bib | Zawodniczka    | Kraj              | Uwagi |
| ------- | --- | -------------- | ----------------- | ----- |
| 1       | 9   | Lisa Andersson | Szwecja           | Q     |
| 2       | 8   | Mikayla Martin | Kanada            | Q     |
| 3       | 24  | Tania Prymak   | Stany Zjednoczone |       |
| 4       | 25  | Leta McNatt    | Stany Zjednoczone |       |

| Miejsca | Bib | Zawodniczka          | Kraj   | Uwagi |
| ------- | --- | -------------------- | ------ | ----- |
| 1       | 4   | Brittany Phelan      | Kanada | Q     |
| 2       | 20  | Wiktorija Zawadowska | Rosja  | Q     |
| 3       | 13  | Heidi Zacher         | Niemcy |       |

| Miejsca | Bib | Zawodniczka     | Kraj              | Uwagi |
| ------- | --- | --------------- | ----------------- | ----- |
| 1       | 6   | Alizée Baron    | Francja           | Q     |
| 2       | 11  | Daniela Maier   | Niemcy            | Q     |
| 3       | 22  | Whitney Gardner | Stany Zjednoczone |       |
| 4       | 27  | Karolina Riemen | Polska            |       |

| Miejsca | Bib | Zawodniczka         | Kraj       | Uwagi |
| ------- | --- | ------------------- | ---------- | ----- |
| 1       | 2   | Fanny Smith         | Szwajcaria | Q     |
| 2       | 18  | Anastasija Czircowa | Rosja      | Q     |
| 3       | 15  | Sixtine Cousin      | Szwajcaria |       |

### Ćwierćfinały
| Miejsca | Bib | Zawodniczka       | Kraj    | Uwagi |
| ------- | --- | ----------------- | ------- | ----- |
| 1       | 1   | Marielle Thompson | Kanada  | Q     |
| 2       | 8   | Mikayla Martin    | Kanada  | Q     |
| 3       | 9   | Lisa Andersson    | Szwecja |       |
| 4       | 17  | Katrin Ofner      | Austria |       |

| Miejsca | Bib | Zawodniczka      | Kraj    | Uwagi |
| ------- | --- | ---------------- | ------- | ----- |
| 1       | 6   | Alizée Baron     | Francja | Q     |
| 2       | 19  | Nikol Kučerová   | Czechy  | Q     |
| 3       | 11  | Daniela Maier    | Niemcy  |       |
| 4       | 3   | Andrea Limbacher | Austria |       |

| Miejsca | Bib | Zawodniczka              | Kraj       | Uwagi |
| ------- | --- | ------------------------ | ---------- | ----- |
| 1       | 5   | Sanna Lüdi               | Szwajcaria | Q     |
| 2       | 4   | Brittany Phelan          | Kanada     | Q     |
| 3       | 12  | Marielle Berger Sabbatel | Francja    |       |
| 4       | 20  | Wiktorija Zawadowska     | Rosja      |       |

| Miejsca | Bib | Zawodniczka         | Kraj       | Uwagi |
| ------- | --- | ------------------- | ---------- | ----- |
| 1       | 10  | Kelsey Serwa        | Kanada     | Q     |
| 2       | 2   | Fanny Smith         | Szwajcaria | Q     |
| 3       | 7   | Sandra Näslund      | Szwecja    |       |
| 4       | 18  | Anastasija Czircowa | Rosja      |       |

### Półfinały
| Miejsca | Bib | Zawodniczka       | Kraj       | Uwagi |
| ------- | --- | ----------------- | ---------- | ----- |
| 1       | 1   | Marielle Thompson | Kanada     | Q     |
| 2       | 5   | Sanna Lüdi        | Szwajcaria | Q     |
| 3       | 4   | Brittany Phelan   | Kanada     |       |
| —       | 8   | Mikayla Martin    | Kanada     | DNF   |

| Miejsca | Bib | Zawodniczka    | Kraj       | Uwagi |
| ------- | --- | -------------- | ---------- | ----- |
| 1       | 6   | Alizée Baron   | Francja    | Q     |
| 2       | 2   | Fanny Smith    | Szwajcaria | Q     |
| 3       | 10  | Kelsey Serwa   | Kanada     |       |
| —       | 19  | Nikol Kučerová | Czechy     | DNF   |

### Finały

#### Mały finał
| Miejsca | Bib | Zawodniczka     | Kraj   | Uwagi |
| ------- | --- | --------------- | ------ | ----- |
| 5       | 10  | Kelsey Serwa    | Kanada |       |
| 6       | 4   | Brittany Phelan | Kanada |       |
| 7       | 19  | Nikol Kučerová  | Czechy |       |
| 8       | 8   | Mikayla Martin  | Kanada | DNS   |

#### Duży finał
| Miejsca | Bib | Zawodniczka       | Kraj       | Uwagi |
| ------- | --- | ----------------- | ---------- | ----- |
| złoto   | 1   | Marielle Thompson | Kanada     |       |
| srebro  | 2   | Fanny Smith       | Szwajcaria |       |
| brąz    | 6   | Alizée Baron      | Francja    |       |
| 4       | 5   | Sanna Lüdi        | Szwajcaria |       |